# L'Avenir de la Bretagne
L'Avenir de la Bretagne, fou un diari federalista bretó, creat el 1957 per Yann Fouéré com a òrgan del Moviment per l'Organització de Bretanya. Posteriorment ha estat òrgan del Partit per l'Organització d'una Bretanya Lliure, o POBL 
El 1966 publicaren un comunicat del moviment clandestí Front d'Alliberament de Bretanya, tot adotpant un estil proper al de les declaracions irlandeses « Nous reprenons le combat progressiste et révolutionnaire que chaque génération de Bretons a entrepris pour la liberté de la Bretagne et pour le droit des Bretons à rejeter le statut colonial afin de se gouverner lui-même. »
Han estat redactors del diari Jean Cevaer i Thierry Jigourel.